# Meester van de stichtelijke traktaten

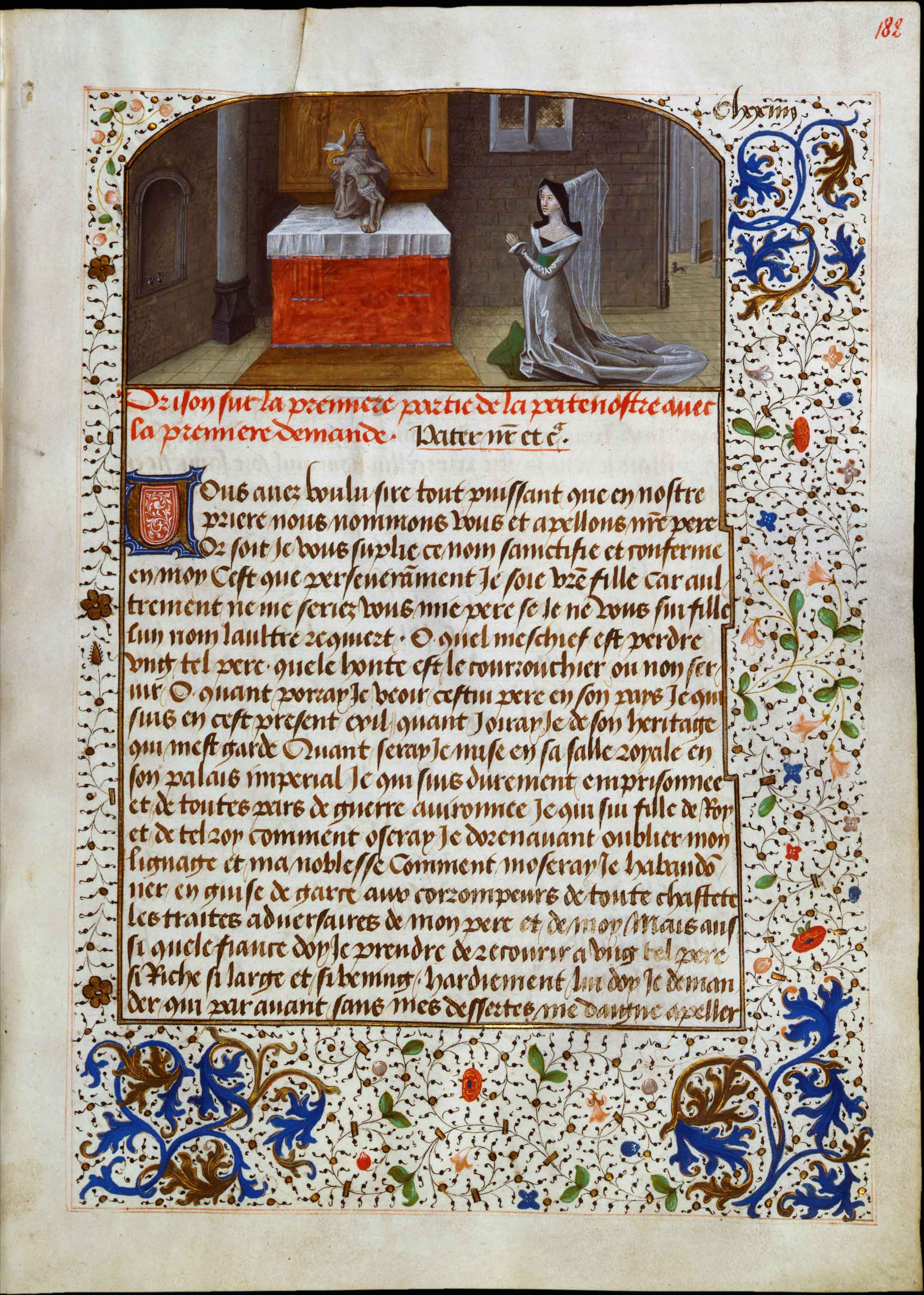
Traités des Morales, f182r. Dame in gebed voor een beeld van de H. Drievuldigheid.

 Meester van de stichtelijke traktaten  is de noodnaam van een Vlaams miniaturist die werkzaam was in Gent van ca. 1470 tot ca. 1480. Hij kreeg zijn noodnaam van Frédéric Lyna naar een handschrift dat over de moraliteit handelt: de Traités des Morales met teksten van Thomas à Kempis, Jean de Gerson, Bernardus Claraevallensis en Iohannes Chrysostomus, dat nu bewaard wordt in de Koninklijke Bibliotheek van België te Brussel als Ms. 9272-9276. Hij werkte vooral in opdracht van Margaretha van York, de derde echtgenote van Karel de Stoute. Vermits haar belangrijkste residentie in Gent was, plaatst men de activiteit van deze meester ook in Gent, maar er is daarvoor geen gedocumenteerd bewijs.
Naast het werk waarnaar hij genoemd werd, was hij ook betrokken bij de verluchting van een Apocalyps nu in de Pierpont Morgan Library in New York (Ms. M.484) , een Somme le Roi van Laurent du Bois in de KBR en een ander werk met devote teksten nu eveneens in de KBR, de Traités ascétiques,  Ms. 9030-9037. De Chroniques des comtes de Flandre die lange tijd aan hem werd toegeschreven, zou uit een ander atelier afkomstig zijn.

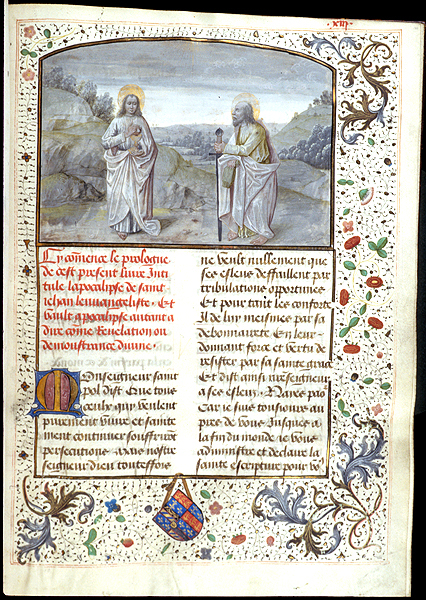
Apocalyps, f18r, De heilige Johannes en de heilige Paulus.

## Stijlkenmerken
Zijn stijl is verwant met die van de grote meesters die toen in Gent actief waren zoals Hugo van der Goes en de Weense meester van Maria van Bourgondië en miniaturisten uit diens omgeving, maar ook Simon Marmion zou deze meester beïnvloed hebben. Zijn figuren zijn dikwijls geschilderd in halfgrisaille, groot van gestalte, levendig en afgebeeld met correcte verhoudingen, ze zijn elegant met goed uitgewerkte gezichten en doen denken aan het werk van Hugo van der Goes (de edeldame in de afbeelding hierbij is daar een voorbeeld van). Van de Weense meester van Maria van Bourgondië komt het gewichtige van de personages, naast de typische tekening van de handen en de delicate gewassen kleuren in de landschappen. Door de combinatie van kleur en glacis creëert de Meester van de stichtelijke traktaten een bijzondere sfeer en delicate en dramatische lichteffecten in zijn miniaturen. In de Apocalyps zijn hiervan talrijke voorbeelden te vinden, vooral in de hemelse scènes. De meester mist wel het rijke palet van de Weense meester. Hij maakt gebruik van het atmosferisch perspectief en de hemelkleur in zijn landschappen gaat over van blauw in het zenit tot bijna wit tegen de horizon aan. Hij toont weinig details in zijn miniaturen en gebruikt goedkopere pigmenten dan zijn Gentse collega’s. De variatie in de kwaliteit van zijn werk zou kunnen wijzen op de hulp van andere miniaturisten bij de werken die hij afleverde.

## Werken
- Apocalyps met commentaar, in het Frans, ca. 1475-1479, Gent,  geschreven door David Aubert voor Margaretha van York, The Pierpont Morgan Library, New York, Ms. M.484
- Traités des Morales, ca. 1475-1479, Gent, KBR Ms. 9272-9276, met werk van:
  - Pseudo Thomas à Kempis Une bonne et necessaire doctrine
  - Thomas à Kempis, L’imitation de Jésus-Christ, vertaling van, de De imitatione Christi, boeken 1-3
  - Jean de Gerson, Traité de mendicité spirituelle
  - Bernardus Claraevallensis, Meditationes
  - Iohannes Chrysostomus, Réparation du pécheur
- La Somme le Roi van Laurent du Bois, Frans, in opdracht van Margaretha van York geschreven door David Aubert, 1475, KBR, Ms.9106
- Traités ascétiques, Frans, misschien geschreven door David Aubert, ca. 1475-1479, van de hand van Robertus Grossatesta Lincolniensis, KBR, Ms. 9030-9037, met volgende teksten:
  - le second liure de la bible moralisiee
  - ung moult notable traittie de philozophie morale et tres proufitable 
  - de la passion Ihesucrist
  - plusierus moult belles auctoritez de aulcuns sains de paradis 
  - Lucidaire, een uittreksel uit het Elucidarium van Honorius Augustodunensis
  - Le purgatoire Saint patris
  - des douze iesnes que tous chrestiens doibuent jeusner deuant leur mort